# Gustav Meyrink
Gustav Meyrink, pseudonym for Gustav Meyer (født 19. januar 1868 i Wien, død 4. december 1932) var en tysk forfatter. 
Meyrink var først 1889—92 bankier i Prag, blev derefter forfatter, debuterede med Orchideen, seltsame Geschichten (München 1904), der efterfulgtes af Das Wachsfigurenkabinett og parodien Jörn Uhl und Hilligenlei. Det var dog først med den fantastisk-mystiske roman Der Golem (oversat på dansk af Carl Kjersmeier, 1918), at Meyer brød igennem, rigtignok under så heftig modstand fra flere sider, at han blev et modsigelsens tegn. Bland hans sidste bøger kan nævnes Das grüne Gesicht. Han er blevet en meget læst forfatter. Hans visioner og fantasier synes at have gjort indtryk på det tyske publikum under 1. Verdenskrigs sindsbevægelser.